# Kamikaze (film)
Pour les articles homonymes, voir Kamikaze (homonymie).
Pour plus de détails, voir Fiche technique et Distribution.
Kamikaze est un film français réalisé par Didier Grousset, sorti en 1986.

## Synopsis
Albert (Michel Galabru), scientifique misanthrope, est limogé de son poste de chercheur, ce qui ne fait que renforcer son caractère asocial. Désœuvré, habitant chez son neveu Patrick et sa femme Léa dans une grande maison retirée du monde, passant ses journées et ses nuits devant la télévision, il développe un sentiment de haine à l'égard des présentatrices de télévision, les speakerines du petit écran. 
Pour en finir avec elles, il a mis au point un canon à micro-ondes à retour de faisceau. En injectant une grande puissance dans son engin, il parvient à remonter le signal propagé, entre son antenne individuelle de télévision jusqu'à l'antenne émettrice, puis à remonter toute la chaîne électromagnétique jusqu'à la caméra du direct. Le signal termine alors sa course en focalisant sur la présentatrice, qui explose en direct. La Police française se met sur-le-champ à mener l’enquête pour retrouver le tueur, bien qu'elle n'ait au début aucune piste pour expliquer la mort des speakerines (en effet, il n'y a même pas de projectiles employés pour tuer les victimes). 
L'inspecteur Romain Pascot (Richard Bohringer) et son équipe d’enquêteurs arrivent, à force de tâtonnements, et ensuite accompagnés de scientifiques renommés, à trouver la trace de l'assassin. Celui-ci, dans sa folie grandissante, abat par balles Léa, qui a découvert la vérité sur les crimes par hasard, tandis que Patrick meurt électrocuté en tentant de détruire le satellite qu'utilise Albert pour commettre ses crimes. Jusqu'au jour où l'inspecteur Pascot remonte la piste jusqu'au domicile d'Albert, mais au moment de l’arrêter, se fait doubler par des barbouzes qui exécutent Albert au « nom de la raison d'État ».

## Fiche technique
- Titre : Kamikaze
- Réalisation : Didier Grousset
- Scénario : Didier Grousset, Luc Besson et Michèle Pétin
- Musique : Éric Serra
- Photographie : Jean-François Robin
- Son : Paul Lainé
- Montage : Olivier Mauffroy
- Costumes : Magali Guidasci
- Production : Luc Besson, Louis Duchesne et Laurent Pétin
- Sociétés de production : ARP Séléction et Les Films du Loup
- Société de distribution : Gaumont (France)
- Pays de production :  France
- Langue originale : français
- Budget : 15 millions de francs[1]
- Format : couleur (Eastmancolor) —  2,35:1 — 35 mm — son Dolby Stéréo
- Genre : science-fiction et thriller
- Durée : 90 minutes
- Date de sortie[2] :
  - France : 10 décembre 1986
- Classification CNC[3] : tous publics (visa d'exploitation no 61409 délivré le 2 décembre 1986)

## Distribution
- Richard Bohringer : Romain Pascot
- Michel Galabru : Albert
- Dominique Lavanant : Laure Frontenac
- Romane Bohringer : Julie
- Étienne Chicot : Samrat
- Harry Cleven : Patrick
- Riton Liebman : Olive Mercier
- Kim Massee : Lea
- Michael Goldman : Trevor
- Geoffrey Carey : Stone
- Charles Gérard : le flic
- Philippe Girard : Pelletier
- Vincent Skimenti : Hervé
- Philippe Landoulsi : Guy
- Jean-Paul Muel : le ministre
- Beate Kopp : Béate / Pietrochka
- Basile de Bodt : le scientifique au listing (crédité Basile)
- Éric Averlant : Iceberg fils
- Jacques Japaud : Iceberg père
- René Loyon : le PDG TV
- Laurent Spielvogel : réalisateur discours
- Jean-François Henry : Le criminologue
- Michel Pilorgé : Le journaliste TV #1
- Gérard Boucaron : le rédacteur en chef
- Pierre Belot : L'employé Hewlett Packard
- Henri Delmas : Le technicien témoin
- Jean-François Robin : Le technicien régie différée TV #1
- Charles Schneider : Le technicien régie différée TV #2
- Emmanuel Gust : Technicien régie / Studio peintre #1
- Daniel Kenigsberg : Technicien régie / Studio peintre #2
- Yannick Evely : Technicien régie / Studio peintre #3
- Bernard Ballet : Le journaliste victime
- Christine Amat : Huguette Tranchet, la première victime
- Annick Fatigon : La speakerine du midi
- Yolande Gilot : La speakerine du Ciné-Club
- Blanche Ravalec : La speakerine #3 en différé
- Nathalie Canion : La speakerine du matin (créditée Nathalie Canion-Gendron)
- Jean-Philippe Chatrier : Le speaker
- Arièle Semenoff : une présentatrice
- Thierry Hay : Le peintre victime
- Marie Vincent : Une mère à Conforama
- Philippe Sfez : L'installateur à Conforama
- Cécile Combe : La jeune fille au T-shirt
- Bernard Leroux : Le patron de la boite de nuit
- Lionel Robert : L'animateur radio Bip FM
- Serge Delanoue : technicien compte à rebours (non crédité)
- Eric Serra : un musicien à la fête (non crédité)

## Production
Le titre du film peut s'expliquer par le comportement d'Albert, qui entame un combat désespéré contre la société, en sachant que cela finira probablement par sa mort. En hommage aux pilotes kamikazes japonais de la Seconde Guerre mondiale, Albert se farde le visage en blanc comme un acteur de théâtre japonais Nô et noue autour de son front un bandeau Hachimaki aux couleurs du drapeau du Japon (Hinomaru), blanc orné d'un cercle rouge.[réf. nécessaire]

## Sortie et accueil
Distribué par la Gaumont, Kamikaze, qui est reçu correctement par la presse spécialisée, sort dans les salles françaises le 10 décembre 1986 en pleine période de crise du cinéma et doit faire face à la concurrence du long-métrage controversé de Serge Gainsbourg, Charlotte For Ever, qui est distribué par AMLF dans 40 salles de cinéma sur Paris et sa banlieue. Le jour de sa sortie, Kamikaze prend la tête des nouveautés avec 10 373 entrées, se payant le luxe de faire mieux que le film de Gainsbourg, qui ne totalise que 5 715 entrées.
En première semaine, Kamikaze prend la cinquième place du box-office français avec 190 000 entrées sur l'ensemble du territoire français, dont 72 648 entrées sur la capitale, où il occupe la troisième place du box-office. En deuxième semaine, le film connaît une baisse avec 88 167 entrées, portant le cumul à 278 483 entrées. Réussissant à se maintenir durant les fêtes de Noël avec 84 451 entrées supplémentaires, il passe le cap des 400 000 entrées lors du passage à 1987 et finit sa course avec 490 145 entrées totalisées durant son exploitation.